# 60186 Las Cruces
60186 Las Cruces è un asteroide della fascia principale. Scoperto nel 1999, presenta un'orbita caratterizzata da un semiasse maggiore pari a 3,1643258 UA e da un'eccentricità di 0,1879523, inclinata di 14,82109° rispetto all'eclittica.
L'asteroide è dedicato all'omonima città statunitense.